# Andy Hui
Andy Hui Chi-On (nacido el 12 de agosto de 1967) es un actor de cine y cantante de Hong Kong. Hui fue el primer finalista en el quinto talento anual del canto de los Premios Nuevos de 1986. Hui ha participado cerca de 25 películas.
Hui es considerado unos de las celebridades de la música con más éxito en China, con una extensa lista de canciones interpretadas en cantonés y mandarín. Su contrato musical por primera vez fue firmada en 1986, y su carrera como cantante alcanzó un estatus estelar en 2001, ya que ganó los premios de cantante masculino favorito en la mayoría de las categorías.
En 2004, Hui fue nominado como uno de los "Nuevos Cuatro Reyes Celestiales", junto con Hacken Lee, Leo Ku y Edmond Leung, que se sustituye el título junto a Jacky Cheung, Andy Lau, Aaron Kwok y Leon Lai.
En octubre de 2005, Andy fue declarado uno de los Diez Jóvenes Sobresalientes en el que se reconoció su ardua labor en su música y su carrera en el cine, y por su excelencia en el compromiso con la comunidad.

## Discografía
- 1988: Andy Lau 1988: Love Fragments / Shang De Che Di
- 1989: Andy Lau 1989
- 1990: Andy Lau 1990
- 1991: Break and Reform Collection
- 1992: Loving You
- 1992: Alive!
- 1993: Sunshine After The Rain
- 1993: Never Love Like This
- 1994: Xiang Shuo (想說)
- 1994: Unique
- 1994: Heart
- 1994: Unless You Tell Me
- 1995: Paradise Lost
- 1996: Nan Ren Zui Tong (男人最痛)
- 1997: Man's Emotion
- 1997: Ai De Xing Ku Xin Jiu Dui Zhao 17 Shou (New Song + Collection) (愛的辛苦新舊對照十七首)
- 1997: Yi Qie An Hao Xin Jiu Dui Zhao 17 Shou (New Mandarin Song + Best Selection)
- 1997: My Day, My Song
- 1997: Kan Qing Chu (看清楚) - Mandarin CD
- 1998: Fei De Qi (飛得起)
- 1998: First, Second, Third, Fourth - Mandarin Album
- 1998: Good Andy Hui 98 Concert
- 1999: Faith With Heart
- 1999: Andy Hui 99 Live In Concert
- 1999: Faith in Love
- 1999: The End Of 20th Century Collection
- 1999: We Want Happiness
- 1999: Sound And Vision 46 Collection
- January 2000: Believe in Love
- 2000: Shang Ci (上次)
- 2001: You Xian Yong Bao (優先擁抱) - Cantonese Album
- 2001: This One Second, Is it you, OK? - Mandarin Album
- 2001: Mud (Laan nai) - Cantonese Album
- 2002: Wo Hai Neng Ai Shei (我還能愛誰) - Mandarin Album
- 2002: Roma - Cantonese Album
- December 2002: On Hits (New + Best Selections)
- August 2003: My Story
- January 2004: Life in Music (New + Best Selections)
- February 2004: Couldn't Be Better
- October 2004: Back Up
- February 2005: Encore Concert (安哥對唱音樂會)
- May 2005: First Round Concert (第一回合演唱會)
- November 2005: Cantonese New + Best Collection (大風吹 - 廣東新歌+精選三十首)
- 2005: Xiang Ai Duo Nian (相愛多年) - (New Mandarin Song + Best Selection)
- September 2006: In The Name of...
- 2007: Kong Qian Jue Hou (空前絕後)
- 2009: Zi Dao / Zi Chuan (自導／自傳) - (New Song + Selection)
- 2009: Ge Ren (歌人) - Mandarin CD
- May 2011: On and On
- 2014: New Heaven
- 2015: Come On Enjoy The Best (New Song + Selection)

## Filmografía
- Girls Without Tomorrow 1992 (1992)
- First Shot (1993)
- Future Cops (1993)
- Tequila (1993)
- Cop Image (1994)
- Wonder Seven (1994)
- Dr. Mack (1995)
- Happy Hour (1995)
- Who's the Woman, Who's the Man (1996) [cameo]
- Mystery Files (1996)
- Swallowtail Butterfly (1996)
- Feel 100%...Once More (1996)
- Love Amoeba Style (1997)
- Ah Fai the Dumb (1997)
- Love is not a game, but a joke (1997)
- A Love Story (1998)
- Marooned (2000)
- Nightmares in Precinct 7 (2001)
- Killing End (2001)
- Interactive Murders (2002)
- The Monkey King: Quest for the Sutra (2002)
- Give Them a Chance (2002)
- Sex and the Beauties (2004)
- Koma (2004)
- Six Strong Guys (2004)
- To Grow With Love (Lush Field Happy Event) (2006)
- Silence (2006)
- Dressage to Win (2008)
- ICAC Investigators 2009 (2009)
- Claustrophobia (2009)
- Split Second Murders (2009)
- 72 Tenants of Prosperity (2010)
- Summer Love Love (2011)
- A Big Deal (2011)
- I Love Hong Kong 2012 (2012)
- Nessun Dorma (2016)